# Петрово (Томский район)
Петро́во — деревня в Томском районе Томской области. Входит в состав Зоркальцевского сельского поселения.

## Население
| 2002 | 2008 | 2009 | 2010 | 2011 | 2012 | 2013 |
| ---- | ---- | ---- | ---- | ---- | ---- | ---- |
| 553  | ↗561 | ↘549 | ↘495 | →495 | ↗497 | ↗505 |
| 2014 | 2015 | 2021 |      |      |      |      |
| ↗532 | ↗536 | ↗594 |      |      |      |      |

## География и транспорт
Расстояние до Томска — 25 км, до Зоркальцева (центр поселения) — 6 км.
Автобусное сообщение с Томском осуществляется с помощью пригородных автобусных маршрутов № 101 и № 112.
Географически деревня представляет собой отдельных три массива застройки, соединённых друг с другом дорогой.

## Социальная сфера и экономика
В Петрово работают клуб — филиал Центрального дома культуры поселения и секция по атлетике. 30 сентября 2016 года открылся фельдшерско-акушерский пункт.
В сфере розничной торговли работают три частных предпринимателя, ещё один занимается производством мебели, также работает фирма, осуществляющая свою деятельность в сфере изготовления изделий из гипса, цемента и бетона.
Услуги ЖКХ оказывает ООО «Тепло» (зарегистрировано в селе Зоркальцево, работает на территории Зоркальцевского сельского поселения).

## Местная власть
Сельским поселением руководят Глава поселения и Совет. В настоящее время глава поселения — Виктор Николаевич Лобыня.